# Bonjour Sagan
Bonjour Sagan är en fransk film från 2008 av Diane Kurys. Filmen handlar om den franska författarinnan Françoise Sagans liv och hennes, för tiden, utsvävande jetsetliv med drogberoende, sprit och högriskspel,  vilket resulterade i att hon drabbades av hälsoproblem, ekonomisk ruin och förlorad kontakt med sina anhöriga.

## Rollista
- Sylvie Testud - Françoise Sagan
- Pierre Palmade - Jacques Chazot
- Jeanne Balibar - Peggy Roche
- Arielle Dombasle - Astrid
- Lionel Abelanski - Bernard Frank
- Guillaume Gallienne - Jacques Quoirez
- Denis Podalydès - Guy Schoeller
- Bruno Wolkowitch - Philippe
- Samuel Labarthe - René Julliard
- Chantal Neuwirth - Madame Lebreton
- Alexis Michalik - Denis Westhoff